# 細野不二彦
細野 不二彦（ほその ふじひこ、1959年12月2日 - ）は、日本の漫画家。男性。東京都大田区出身。慶應義塾高等学校、慶應義塾大学経済学部卒業。
1995年、『ギャラリーフェイク』『太郎』にて第41回（平成7年度）小学館漫画賞青年一般部門を受賞。

## 来歴
大学時代からスタジオぬえで活動。大学在学中の1979年、『マンガ少年』（朝日ソノラマ刊）掲載の「クラッシャージョウ」（高千穂遙原作作品のコミック化）でデビュー。単発だったが好評のため継続した。
1980年に『恋のプリズナー』 で「週刊少年サンデー」に初掲載。1980年代前半は小学館系の新人漫画家として『さすがの猿飛』『どっきりドクター』『Gu-Guガンモ』などのコメディ作品を発表。『さすがの猿飛』と『Gu-Guガンモ』はフジテレビ系列でテレビアニメ化され、日曜日のゴールデンタイムに全国放送された。
1980年代後半から青年漫画雑誌に執筆の場を移し、『愛しのバットマン』『太郎』『ギャラリーフェイク』『ダブル・フェイス』『電波の城』などを発表している。作風が大きく変化し、かつての手塚治虫や石ノ森章太郎のようなストーリーテラーとしての性格が強くなった。
1991年には『ジャッジ』がOVA化、2005年には『ギャラリーフェイク』がテレビ東京系にてテレビアニメ化されている。また、1991年にはゲームソフト『ラグランジュポイント』（コナミ）、1997年には『グランドレッド』（バンプレスト）のキャラクターデザインも手がけた。
2012年3月14日、漫画家のインタビューネット配信番組「漫画元気発動計画」の第12回から第15回に出演した。
2017年から2019年まで、初期の代表作である『さすがの猿飛』の33年ぶりの続編『さすがの猿飛G』を連載。

## エピソード
慶応義塾高校時代は河森正治（メカニックデザイナー、アニメ監督）・美樹本晴彦（漫画家・キャラクターデザイナー）・大野木寛（脚本家）らとグループを組んで絵を描いていた。各々にイラストの得意分野があったが、細野は天才的な画力をもつ努力家で、なんでも描いていたという。当時の画風は石川賢に近かったが、プロになる前に絵柄を変えろと言われ徹底的に変えたという。そのため、プロデビューから1990年代前半までは端正な描線で美少女描写に長けた作家として評価されていた。青年漫画誌に移った1990年代中盤以降は再び、荒々しい描線を活かした画風へ変化している。
1985年の『ダーティペア』アニメ版で、ユニフォームデザインを担当している。原作小説の設定および安彦良和による表紙や挿絵 をある程度参考にしている。
島本和彦の自伝的漫画『アオイホノオ』では、主人公ホノオが「カッコイイ絵柄でギャグをやる」という作風を思いついて喜ぶが、『週刊少年サンデー』に初登場した細野の『恋のプリズナー』を読んで衝撃を受けるというエピソードが描かれる。岡田斗司夫は「細野不二彦の登場以来、新人マンガ家の条件として『可愛い女の子が描けるかどうか？』はほぼ絶対の条件になった。」と解説している。
2021年には自身のデビュー当時を振り返る自伝的作品『1978年のまんが虫』を執筆した。作中では主人公を「細納（さいの）不二雄」と呼び、大学の仲間やスタジオぬえの先輩たちとの交流、漫画への情熱とプロになるための苦闘、実家の長男としての責任などを描いている。

## 作品リスト

### 漫画

#### 連載
- やよいマイラブ - 『週刊少年サンデー』（1980年24号 - 28号）
- さすがの猿飛 - 『少年サンデー増刊』（1980年 - 1984年）
- どっきりドクター - 『週刊少年サンデー』（1981年 - 1982年）
- Gu-Guガンモ - 『週刊少年サンデー』（1982年 - 1985年）
- 花のSANSHIRO（さんしろう） - 『少年サンデー増刊』（1985年、未完）
- 東京探偵団 - 『少年ビッグコミック』（1985年 - 1987年）→『ヤングサンデー』（1987年創刊号 - 8号）
- 青空ふろっぴぃ - 『週刊少年サンデー』（1985年 - 1986年）
- あどりぶシネ倶楽部 - 『ビッグコミックスピリッツ』（1986年、不定期連載）
- I'mナム - 『週刊少年サンデー』（1987年1号 - 31号）
- ママ - 『ヤングサンデー』（1987年 - 1992年）
- ジャッジ - 『アクションBROTHER』（1987年 - 1989年）→『COMICアクションキャラクター』（1990年 - 1991年）
- うにばーしてぃBOYS - 『ビッグコミックスピリッツ』（1988年、不定期連載）
- BLOW UP! - 『ビッグコミックスペリオール』（1988年21号 - 1989年19号）
- バイオ・ハンター - 『月刊コミックバーガー』（1989年 - 1990年）
- りざべーしょんプリーズ - 『ビッグコミックスピリッツ』（1989年 - 1991年）
- ごめんあそばせ - 『月刊コミックバーガー』（1991年 - 1993年）
- 愛しのバットマン - 『ビッグコミックスペリオール』（1991年 - 1996年）
- たまご丼 - 『小学三年生』（1991年）
- 超坊主ホットケくん - 『小学三年生』（1992年）
- 熱拳! ムサシ - 『月刊少年キャプテン』（1992年 - 1993年）
- 太郎 - 『週刊ヤングサンデー』（1992年12号 - 1999年41号）
- ギャラリーフェイク[10] - 『ビッグコミックスピリッツ』（1994年 - 2005年、2012年、2016年）、『ビッグコミック増刊号』（2017年 - 連載中）
- 幸福の丘ニュータウン - 『ビッグコミック』（1996年 - 1998年）
- S.O.S - 『漫画アクション』（1999年 - 2000年）
- ビールとメガホン - 『ビッグコミック』（1999年 - 2000年）
- タケルヒメ - 『ウルトラジャンプ』（2000年、不定期連載）
- キャット・ウォーカー - 『週刊漫画ゴラク』（2001年 - 2002年、不定期連載）
- プライズハンターGON - 『週刊ヤングサンデー』（2001年52号 - ）
- ザ・スリーパー - 『月刊サンデージェネックス』（2000年 - 2002年）
- ダブル・フェイス - 『ビッグコミック』（2003年 - 2011年）
- ヤミの乱破 - 『イブニング』→『モアイ』（2003年8号 - 2006年1号、2012年8号 - 2014年2月25日配信分）
- 電波の城 - 『ビッグコミックスピリッツ』（2006年1号 - 2014年2・3合併号）
- アサシンichiyo - 原作担当、漫画：信濃川日出雄、『月刊ヒーローズ』（2013年1月号 - 2015年2月号、不定期連載）
- ヒメタク - 『漫画アクション』（2014年15号 - 2016年3月1日号、全2巻）
- 商人道 - 『ビッグコミックスピリッツ』（2014年30号 - 2015年32号）
- いちまつ捕物帳 - 『ビッグコミック』（2014年21号 - 2016年23号）
- バディドッグ - 『ビッグコミック』（2017年4号 - 2020年21号）
- さすがの猿飛G - 『月刊ヒーローズ』（2017年7月号 - 2019年10月号）※『さすがの猿飛』続編
- 1978年のまんが虫 - 『ビッグコミックオリジナル増刊号』（2021年5月号 - 2022年11月号）
- 恋とゲバルト - 『ピッコマ』→『コミックDAYS』[11]（2021年4月 - 2022年9月[12]）※第一部完[12]
- デビルマン外伝 -人間戦記- - 原作：永井豪、漫画担当、『月刊ヤングマガジン』（2023年2号[13] - 7号[14]）※『デビルマン』50周年記念連載[13]
- バブル・ザムライ - 『ビッグコミック』（2023年8号[15] - ）
- サキュバスの妻たち - 『ビッグコミックオリジナル』（2024年17号[16] - ）※シリーズ連載[16]

#### 読切
- クラッシャージョウ - 『マンガ少年』（1979年4,5,9月号、2話掲載） ※デビュー作。
- THE 宇宙パトロール  - 『S-Fマガジン』（1979年10月号）
- 明智くんReport - 『少年ビッグコミック』（1983年）
- カルビ! 危機一髪! - 『少年マガジン』（1988年43号）※『カルビ! 危機一髪! -細野不二彦短編集-』に収録
- ロボQ - 『コロコロコミック』（1990年5月号）
- 愛しのバットマンRETURNS - 『ビッグコミックスペリオール』（1998年） ※『愛しのバットマン』続編、『細野不二彦短編集2』に収録
- ギャラリーフェイクANNEX - 『ビッグコミックスピリッツ増刊号ManPuku』（1998年） ※『ギャラリーフェイク』番外編、『細野不二彦短編集』に収録
- ご長寿探偵イシガメ - 『ビッグコミック』（2001年、不定期発表） ※『細野不二彦短編集』に収録
- ギャラリーCATS（2016年）※『細野不二彦短編集2』に描き下ろし収録
- ギャラリーフェイク特別編 国宝Gメンの憂鬱 - 『ビッグコミック増刊号』（2018年10月号）※『ギャラリーフェイク』番外編、『細野不二彦短編集3』に収録
- タトゥーあり - 『ビッグコミック増刊号』（2016年12月17日号） ※『細野不二彦短編集2』に収録
- マンキツBLUES - 『ヤングキングBULL』（2019年9月号[17]、2020年9月号[18]）※読み切りシリーズ[19]
  - マンキツBLUES〜怒りのデス・ルーム〜 - 『ヤングキングBULL』（2022年9月号[19]）※読み切りシリーズ[19]
  - マンキツBLUES〜RUN＆JUMP〜 - 『ヤングキングBULL』（2023年2月号[20]）※読み切りシリーズ[20]
- 白×墨 - 『ビッグコミック』（2020年24号 - 2021年1号）
- ミッドナイト★ドライバー - 『ビッグコミック』（2023年1号[21]、2023年2号[22]） - 前後編
- サキュバスの妻 - 『ビッグコミックオリジナル』（2023年24号[23]） - 同誌「創刊50周年超BIG読み切り第4弾」作品[23]。

### 短編集
- 『細野不二彦短編集』、小学館、2014年7月30日[24]
- 『細野不二彦短編集2』、小学館、2016年11月30日[25]
- 『細野不二彦短編集3』、小学館、2018年9月28日[26]
- 『細野不二彦初期短編集 A面』、小学館、2021年5月28日[27]
- 『細野不二彦初期短編集 B面』、小学館、2021年5月28日[28]

### その他
- クラッシャージョウ（1983年、松竹富士系、 劇場アニメ） - スペシャル・デザイン（ナイトウォーカー）
- ダーティペア（1985年、日本テレビ系） - ユニフォームデザイン
- ラグランジュポイント（ファミリーコンピュータ 1991年、コナミ） - キャラクターデザイン
- グランドレッド（セガサターン 1997年、バンプレスト） - キャラクターデザイン

## アシスタント
- 高田裕三[29]
- 中津賢也[30]
- 旭凛太郎[31]
- かわくぼ香織[32]
- 並木洋美[要出典]
- 一色登希彦[33]